# Кумановський Микола Іванович
Мико́ла Іва́нович Кумано́вський (31 серпня 1951, смт Сатанів, нині Городоцького району Хмельницької області — 2 серпня 2016) — український художник. Автор творів станкового малярства, скульптури, авторської та друкованої графіки. Крім того, відомий як автор низки поетичних збірок і організатор мистецьких виставок.

## Біографія
Народився 31 серпня 1951 р. в містечку Сатанові на Хмельниччині у звичайній українській сім'ї. Батько, Іван Прокопович Кумановський, пережив Голодомор 1933-го, був свідком лихоліть Другої світової війни, відчув на собі німецький полон, працю гастарбайтера. Мати, Марія Бернадівна Поплавська, разом із своєю сім'єю після розкуркулення потрапила у заслання в Казахстан, звідки після війни юною дівчиною, ледь не пішки, повернулася в Україну.
Після закінчення восьми класів Сатанівської середньої школи, в 1968 році, Микола Кумановський за порадою батьків пішов навчатися на перукаря у комбінат побутових послуг. Два роки працював перукарем, але в той час окреслилась його мрія стати художником. Спершу вчився малювати самотужки, купуючи папір і фарби. В 1969 спробував вступити до Львівського училищі прикладного мистецтва ім. Івана Труша. В 1970 повторив спробу і цього разу успішно.
У 1970—1975 рр. навчався в училищі на факультеті кераміки. Перебував під впливом львівського андерґраунду, захоплювався поезією та філософією. Збирав твори Сартра, Камю, Ніцше, Норвіда, Достоєвського, Лесі Українки, Фолкнера, Ібсена, Пшебишевського, Франка. Під впливом Олександра Аксініна захопився офортом. У студентські роки не був лояльним до комуністичної партії та тримався осторонь соціалістичного реалізму. В той час познайомився з луцькою художницею Наталією Ременякою. Вони одружилися в 1974 році, а через рік, коли в них народився син Лука, переїхали до Луцька.
У 1977—1979 рр. навчався у Львівському державному інституті прикладного та декоративного мистецтва, котрий покинув, вважаючи, що не здобуте там нічого нового. Помешкання Кумановських у 70-і було місцем зібрання міської інтелігенції, обміну літературою (в тому числі забороненим самвидавом).
Микола Кумановський працював бутафором Львівського театру ляльок у 1978—1979  рр. А в 1982 р. — художником-постановником Волинського театру ляльок. З 1985 по 1987 рр. обіймав посаду головного художника театру.
У 1979—1981 рр. був першим головою об'єднання Клубу творчої молоді. Під керівництвом Кумановського було організовано низку опозиційних радянському ідеологічному мистецтву виставок, вийшло два номера культурологічного часопису «Вулик». Одна з акцій луцьких опозиційних митців відбулася у В'їзній вежі Луцького замку.
З кінця 1980-х років займався лише творчою роботою. В 1988 створив оформлення декорацій для Волинського драматичного театру, розпис притвору Успенського собору у Володимирі-Волинському. В 1989 розписав храм села Кулешовка в Ростовській області. Отримані за ці замовлення кошти посприяли фінансовій незалежності митця. З 1989 по 1993 Кумановський був художником-постановником Всеукраїнського телевізійного фестивалю авторської пісні та співаної поезії «Оберіг». У 1993 став автором мистецького проекту «Лабіринт». У 1994 видав збірку художніх творів з власними ілюстраціями «Книга Кострубізмів». Того ж року здійснив творчу подорож до США. Після повернення виконував оформлення літературних видань, створював живопис та графіку.
Вдруге одружився в 1997 з Вірою Майструк. У 1998 в них народилася донька Іванна. Художник став лауреатом обласної премії ім. Йова Кондзилевича в 2011 році. В той же час початок 2000-х позначився відсутністю замовлень та слабкою реакцією фахівців на його творчість. Художник переживав емоційну кризу, його твори цього періоду мають відтінок смутку й трагічності. Його поведінка в цей час вирізнялася епатажністю. В 2004 він видав збірку верлібрів «Слід у слід: малюнки равлика. Поезії» із власними ілюстраціями.
З 2003 по 2006 рр. обіймав посаду артдиректора у видавництві «Ініціал». У 2010-і виконав серію пам'ятних знаків, розміщених у Луцьку. Мав численні виставки по різних містах України. Його проект пам'ятника Костеві Шишку, однак, лишився нереалізованим. У 2011 познайомився з Іваном та Олесею Корсаками, що стали його меценатами. В свою чергу Корсаків твори Кумановського спонукали створити в Луцьку музей сучасного українського мистецтва. В 2014 році він почав діяльність, спершу як так звана «Арт-кафедра».
Помер 2 серпня 2016 року після тривалої хвороби.

## Творчість
Мистецька діяльність:
- 1988 р. художник виконав проект оформлення вистави за мотивами В. Бикова «Іти і не повернутись» у Волинському обласному музично-драматичному театрі ім. Т. Шевченка. Цього ж року художник створив розпис притвору Успенського Собору у Володимирі-Волинському.
- 1989 р. розписав храм с. Кулешовка Азовського району Ростовської області.
- 1989—1993 рр. Микола Кумановський — художник-постановник Всеукраїнського телевізійного фестивалю авторської пісні та співаної поезії «Оберіг».
- 1991 р. створив серію графічних ілюстрацій до роману С. Бекета «Уот» для публікації в журналі «Всесвіт» (1991, № 9–12)[1].
- 1993 р. — художник став автором мистецького проекту «Лабіринт». Цього ж року створив герб новоствореного Волинського державного університету.
- 1991—1996 рр. Микола Кумановський створив макет пам'ятника Борцям за волю України «Стріляючий ліс».
- 1994 р. на запрошення Стейт-коледжу штату Пенсільванія здійснив творчу мандрівку до США, де успішно, майже півроку, провів заняття на факультеті графіки.
- 2001 р. став лауреатом обласної премії ім. Йова Кондзелевича.
- 2003—2006 рр. — артдиректор видавництва «Ініціал».
- 2004 р. у видавництві «Волинська обласна друкарня» видано збірку верлібрів художника «Слід у слід».
- 2010 р. у видавництві «Ініціал» видано подвійну збірку художніх творів з власними ілюстраціями «Книга Кострубізмів» і «Книга для Маркіяна». В 2010 р. Микола Кумановський створив також меморіальну дошку, присвячену гетьману України Івану Виговському (Художній музей у Луцьку), а також макет меморіальної дошки з присвятою українському поету-лицарю Данилу Братковському.

Виставки:
- 1988 — виставка «Волинь — традиція і сучасність» (м. Луцьк)
- 1989 — міжнародне бієнале «Імпреза-89» (м. Івано-Франківськ)
- 1990 — персональна виставка (м. Луцьк)
- 1994 — виставка «Суміш стилів» (м. Луцьк)
- 1995 — персональна виставка (США, Філадельфія)
- 1996 — персональна виставка «Темна українська ніч» (м. Луцьк)
- 2007 — виставка «Портрети і автопортрети» (м. Луцьк)
- 2008 — персональна виставка «Умовні українці» (м. Луцьк). У 2010 р. ця виставка побувала в Києві (галерея «Коло»), Хмельницькому (Художній музей), Тернополі (Художній музей), Чернівцях (Художній музей), Львові (Національний художній музей).

## Оцінки творчості
У творчості Кумановського відображено драматичність і суперечливість XX століття. Провідні теми його творів — трагізм людського буття, швидкоплинність часу, безпорадність існування. Його герої перебувають у полоні абсурдного світу. В деяких картинах Кумановський конструктивно насміхається з сучасників, спонукаючи їх до змін. Сам художник описував багатьох героїв своїх картин як українців під владою невпевненості, тягаря минулого.
Зоя Навроцька, керівниця науково-дослідного відділу музею Кумановського, характеризувала художника: «…був контроверсійний, який мав свою позицію і не підпадав під банальні віяння, завжди залишався собою. Його колеги дорікали йому в мистецьких прорахунках, але він завжди дотримувався власних принципів, естетичних переконань. Він ніколи не працював на догоду ані компартійним постулатам, ані гламурності новітнього міщанства».

## Картини Кумановського

Картини Миколи Кумановського в Музеї сучасного українського мистецтва Корсаків
«Хлопці з Олики»